# 阿尔贝托·吉贝利尼
阿尔贝托·吉贝利尼（義大利語：Alberto Ghibellini，1973年6月12日—），意大利男子水球运动员。他曾代表意大利参加1996年和2000年夏季奥林匹克运动会水球比赛，分别获得铜牌和第五名。